# World Downfall
World Downfall — дебютный студийный альбом американской дэт-метал-группы Terrorizer, вышедший в 1989 году на лейбле Earache Records.

## Об альбоме
World Downfall является одним из наиболее важных исторических и влиятельных грайндкор-альбомов: он демонстрирует скоростные и сильно искажённые гитарные риффы, применение бласт-бита, а также применение экстремальной разновидности вокала, известной как гроулинг.
Лирика альбома посвящена социальной несправедливости. Это, а также музыка, делает альбом подобным альбому группы Napalm Death «Scum». Обложка содержит изображение исламских террористов, атомной электростанции, мёртвых тел и второго пришествия Иисуса Христа.
Треть песен были наработкой предыдущей группы Nausea, в которую входил вокалист Оскар Гарсиа. Альбом был выпущен в 1989 году, перед этим группа выпустила сплит с альбомом.
Сразу же после релиза участники группы Джесси Пинтадо, Давид Винсент и Петт Сандовал перешли в дэт-метал группы Napalm Death и Morbid Angel, и группа прекратила существование вплоть до 2006 года.
Песня «Fear of Napalm» была представлена в видеоигре Grand Theft Auto: The Lost and Damned.

## Список композиций
1. «After World Obliteration» — 3:30
2. «Storm of Stress» — 1:28
3. «Fear of Napalm» — 3:01
4. «Human Prey» — 2:08
5. «Corporation Pull-In» — 2:22
6. «Strategic Warheads» — 1:38
7. «Condemned System» — 1:22
8. «Resurrection» — 2:59
9. «Enslaved by Propaganda» — 2:14
10. «Need to Live» — 1:17
11. «Ripped to Shreds» — 2:52
12. «Injustice» — 1:28
13. «Whirlwind Struggle» — 2:16
14. «Infestation» — 1:56
15. «Dead Shall Rise» — 3:06
16. «World Downfall» — 2:37

## Участники записи
- Оскар Гарсиа — вокал
- Джесси Пинтадо — гитара
- Давид Винсет — бас-гитара, вокал, продюсер
- Петт Сандовал — барабаны
- Скотт Бёрнс — инженер